# Histoire de la Papouasie-Nouvelle-Guinée
L'histoire de la Papouasie-Nouvelle-Guinée en tant qu'État souverain commence seulement en 1975, mais l'histoire de ce territoire et de sa population remonte à la Préhistoire et comprend de très anciennes traces d'agriculture et de civilisations comme celle de Lapita.
L'État occupe 462 840 km2 et abrite en 2024 entre 10 et 12 millions d'habitants, contre 6 en 2003, 5 en 1997, 3 en 1979, 2 en 1961.

Localisation
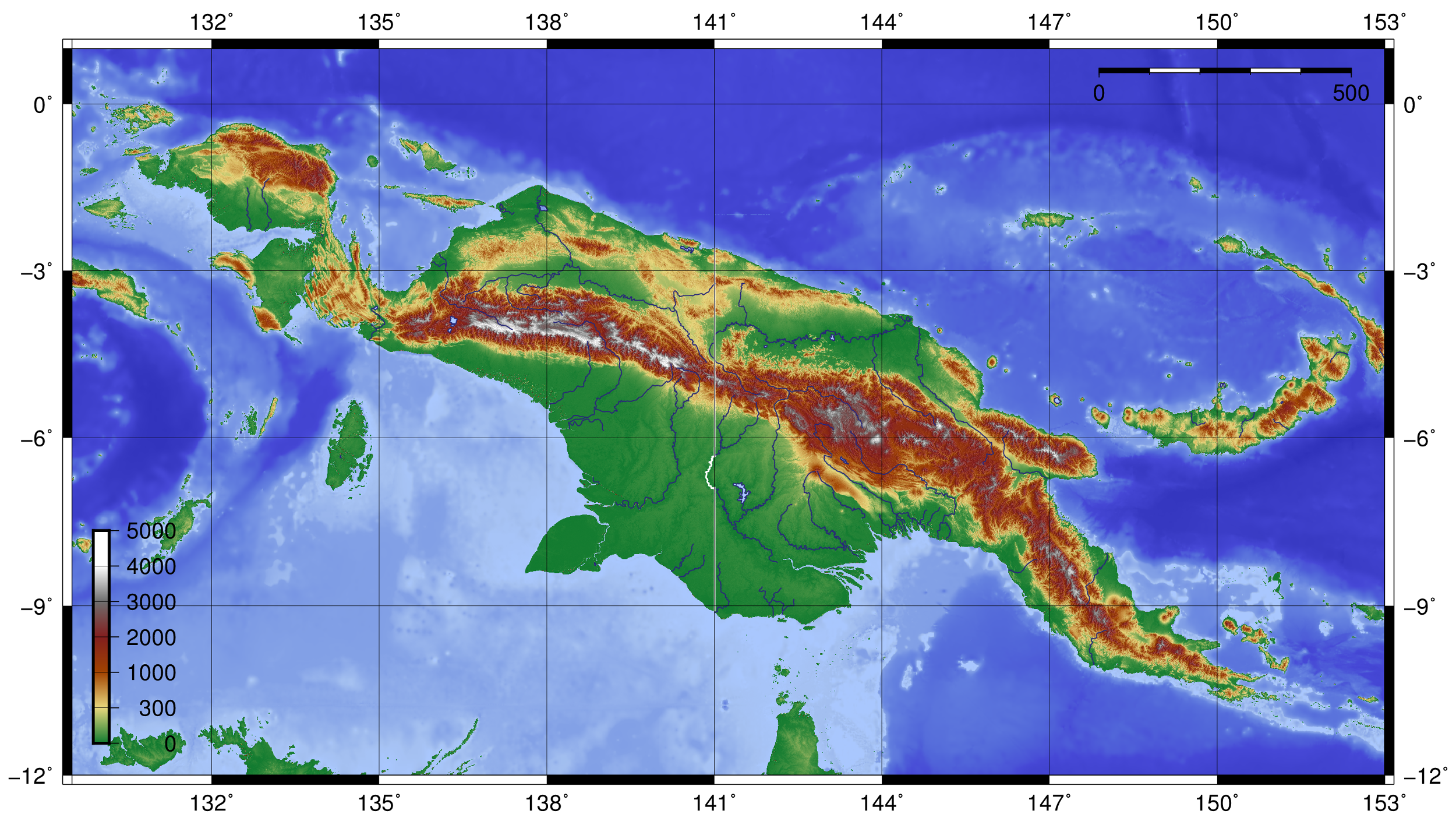
Topographie
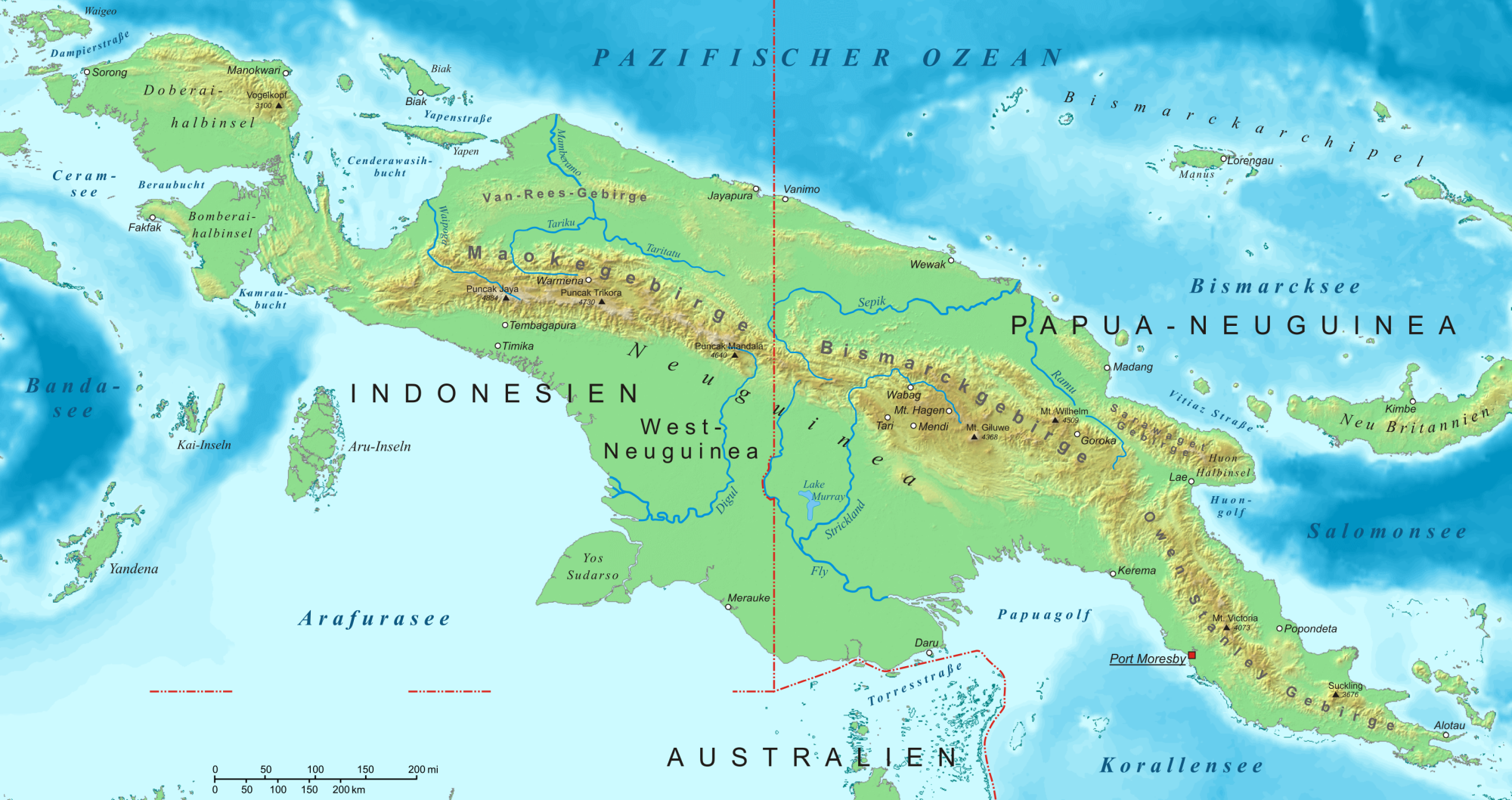
Topographie
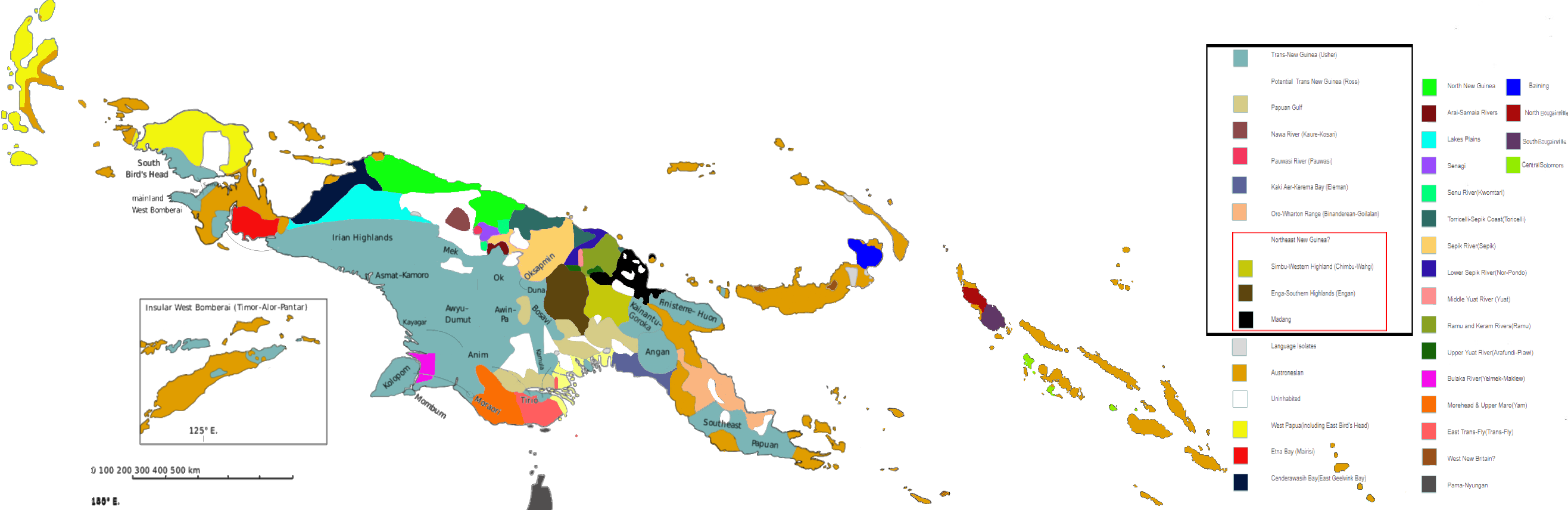
Carte linguistique
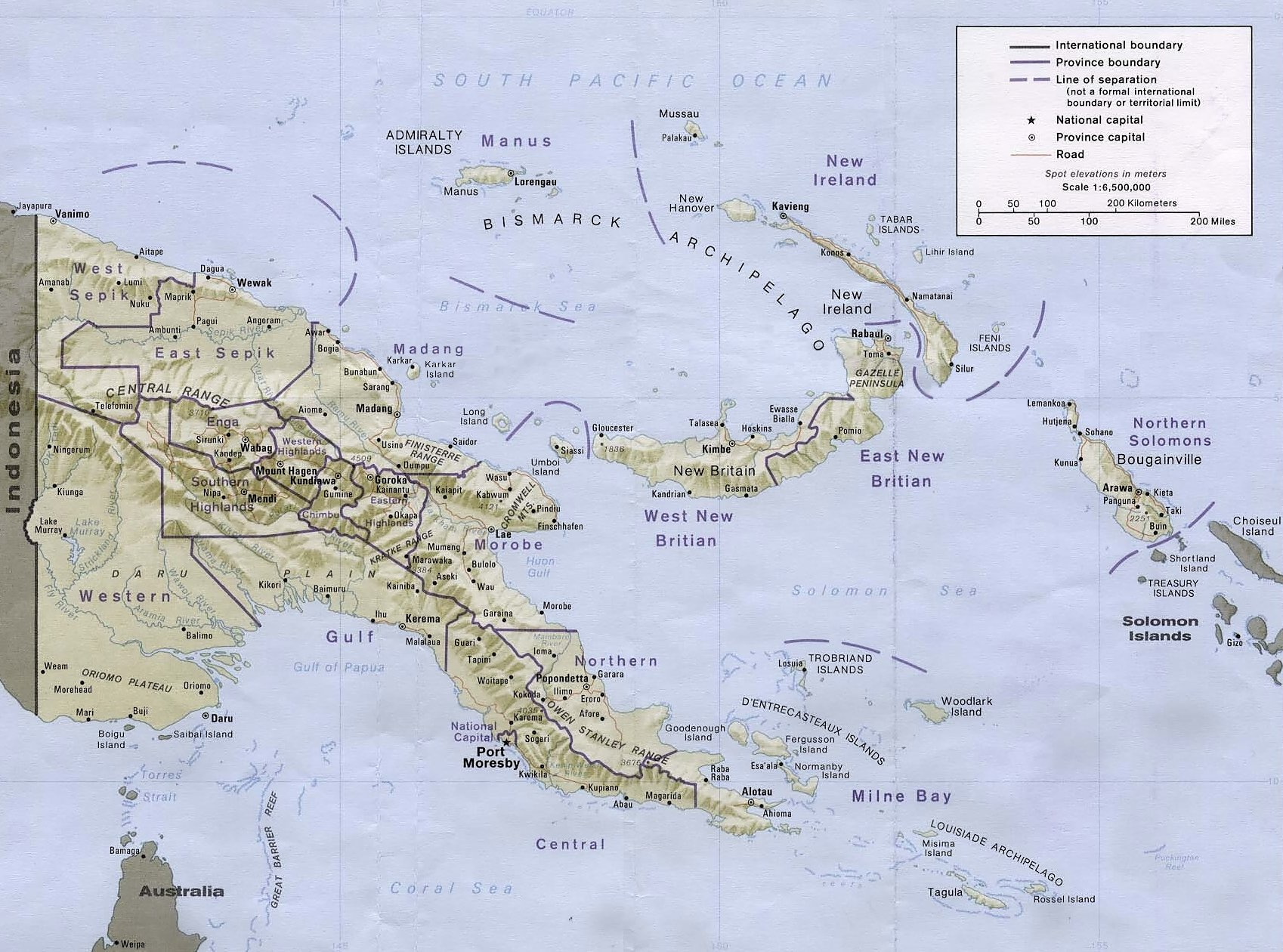
Papouasie Nouvelle-Guinée & archipel Bismarck, 1985

## Préhistoire
Les données archéologiques indiquent que l'homme est arrivé en Nouvelle-Guinée, aux alentours de - 60 000 ans avant Jésus-Christ probablement par l'Asie du Sud-Est lors d'une période glaciaire où l'océan était plus bas et les traversées plus courtes entre les îles.
Ces premiers découvreurs sont des chasseurs et cueilleurs. Ils sont les ancêtres des Papous. Il y a environ 10 000 ans, ils développent l'agriculture, faisant de la Nouvelle-Guinée l'une des rares parties du monde à avoir inventé l'agriculture de manière indépendante, et cela bien avant l'Europe ou même la plus grande partie de l'Asie. Ils élèvent des gallinacés, des suidés et cultivent des plants d'igname,. Le site agricole de Kuk, classé au patrimoine mondial de l'UNESCO depuis 2008, en demeure l'un des témoins.
Il y a quelque 3 500 ans, des migrants austronésiens atteignent la Nouvelle-Guinée orientale et se mêlent aux populations papoues sur la côte septentrionale et dans les îles Bismarck, créant la civilisation de Lapita-Watom.
Les langues parlées sont (avant l'avancée européenne) des langues papoues (entre 300 et 850 langues Trans-Nouvelle-Guinée), (avec une très faible présence de langues austronésiennes ou d'isolats linguistiques).
Le créole néo-mélanésien Tok pisin, à base lexicale anglaise, sert de lingua franca.
Qu'on les nomme mélanésiens ou papous, le pays connaitrait entre 1 000 et 7 000 groupes culturels, en interaction depuis quelques millénaires, pour l'essentiel en villages, tribus, chefferies, ignorant la métallurgie, vivant (pour les populations de l'intérieur) d'agriculture de subsistance (igname, taro et de cochon océanique (Sus papuensis, proche du cochon à dent du Vanuatu). Arboriculture, horticulture, maraîchage, chasse, pêche, selon régions et saisons.

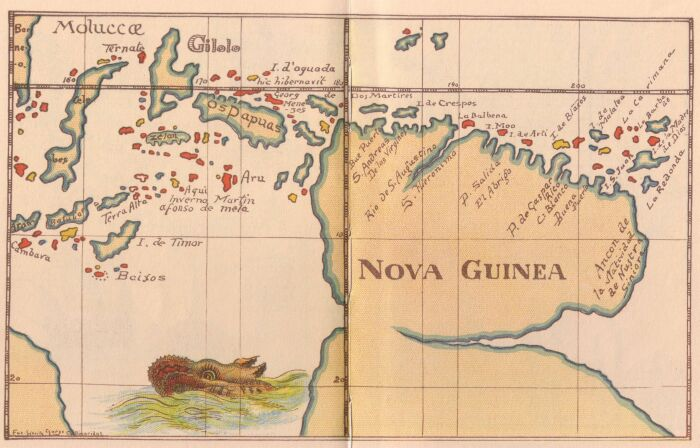
Carte portugaise incluant la Nouvelle-Guinée, vers l'an 1600.

La pierre d'Ambum daterait de -1500.

## Arrivée des premiers Européens (1526)
Les premiers Européens à avoir vu la Nouvelle-Guinée furent les navigateurs portugais naviguant dans le Pacifique Sud au début du XVIe siècle. Vers 1526, Dom Jorge de Meneses (1498c-1537) arrive sur l'île principale et la nomme « Papouasie », nom qui provient de papu, que certains auteurs disent dériver d'un mot malais signifiant « crépu », comme les cheveux des Mélanésiens (confondus avec les Papous). 
Le nom de Nouvelle-Guinée est attribué à la région au XVIe siècle par un explorateur espagnol en raison de la ressemblance extérieure du pays et des populations locales avec la Guinée d'Afrique et ses habitants.
Les navigateurs néerlandais Willem Schouten et Jacob Le Maire suivent la côte Nord de la Nouvelle-Guinée lors de leur expédition de 1616.
Bien que les navigateurs européens aient régulièrement visité les îles alentour, les habitants restent peu connus des Européens jusque dans les années 1870. À cette époque, l'anthropologue russe Nikolaï Mikloukho-Maklaï (1846-1888) mène plusieurs expéditions en Nouvelle-Guinée et s'attache à décrire le mode de vie des habitants de l'île.

Grandes régions océaniennes
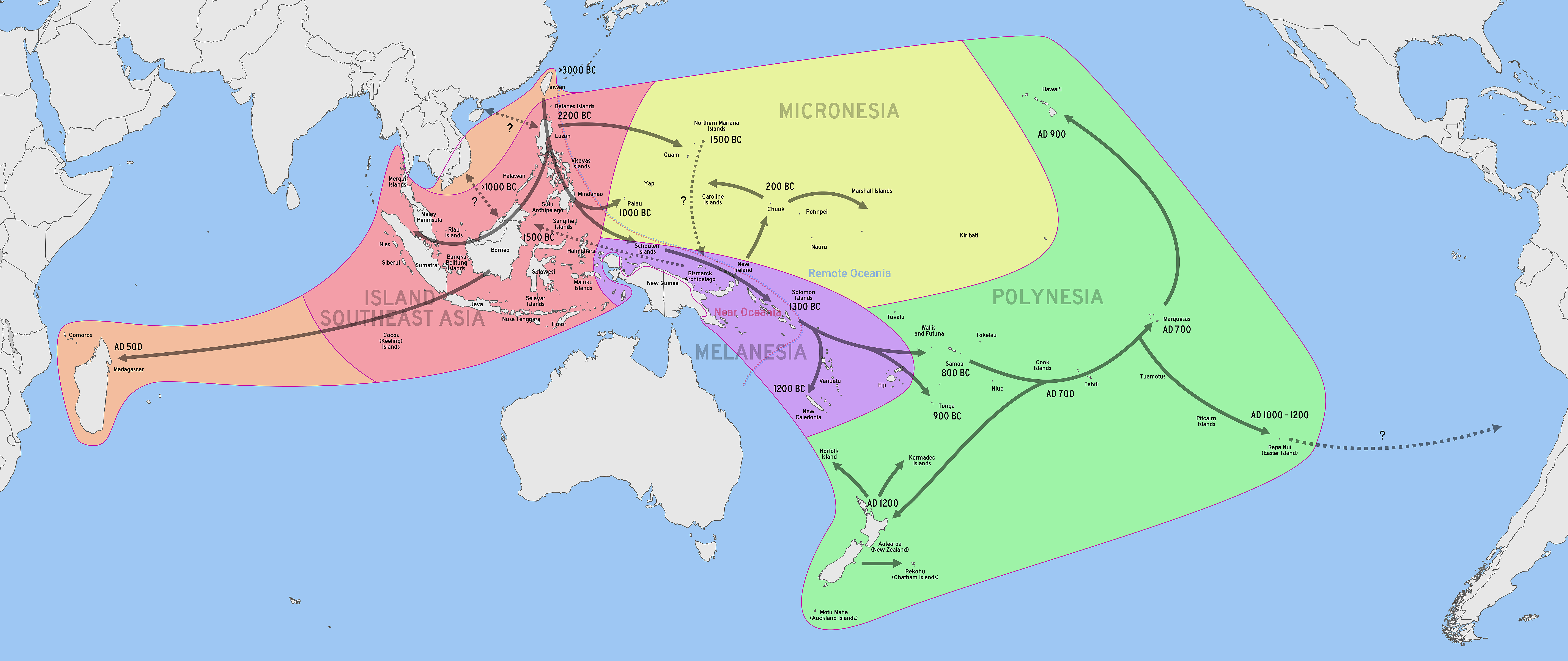
Dispersion/expansion austronésienne
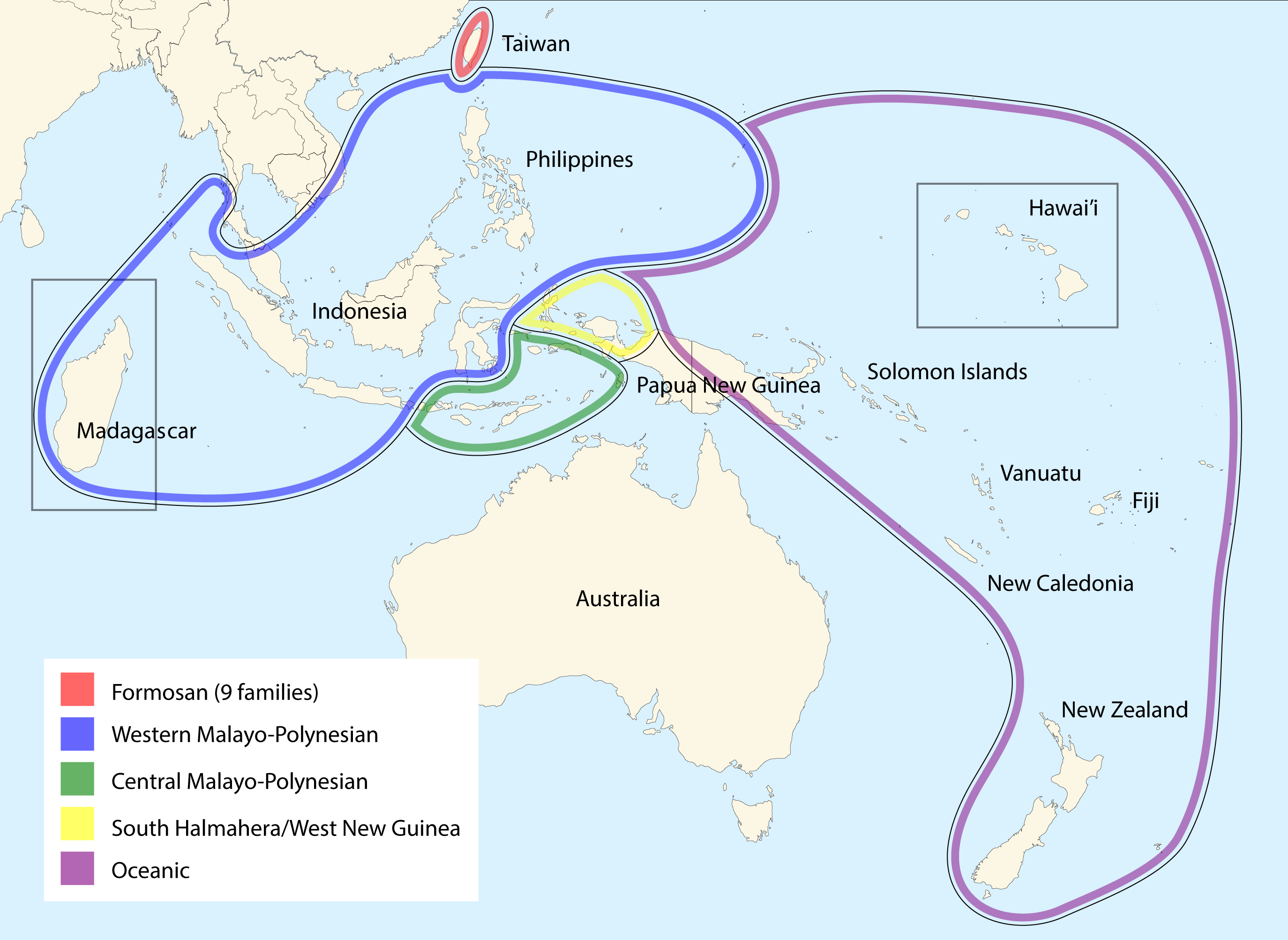
Langues austronésiennes
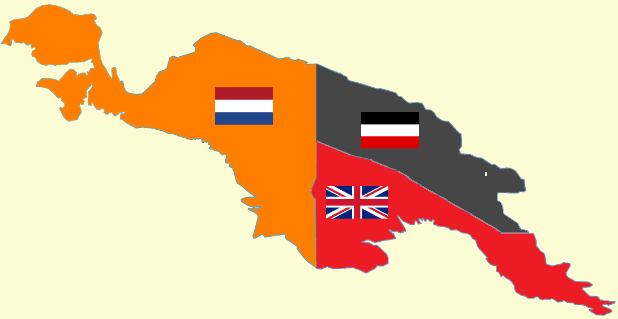
Carte coloniale 1884-1919
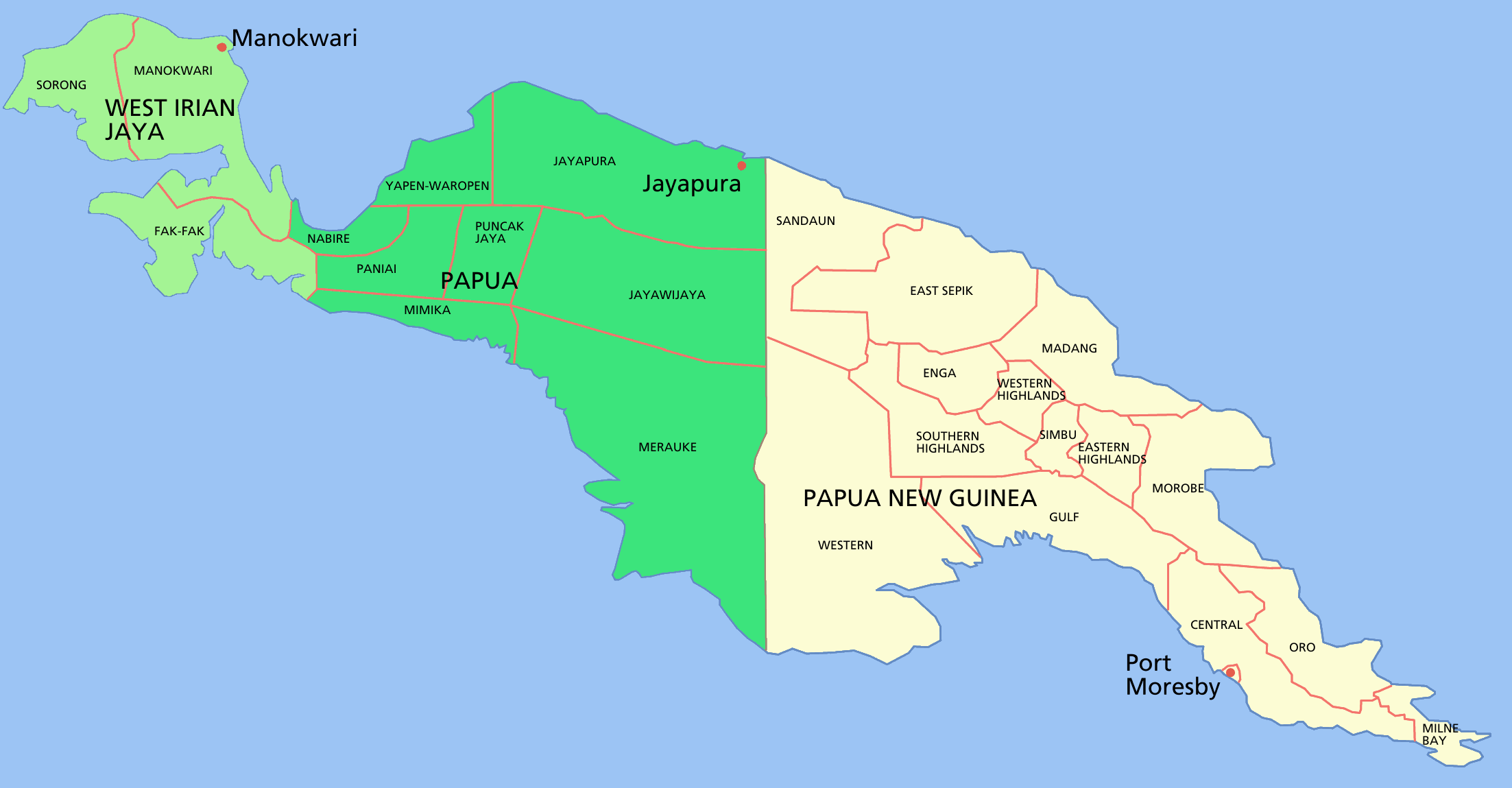
Carte administrative

Le blackbirding, recrutement (le plus souvent forcé) de main d'œuvre indigène, fréquent en Océanie à cette époque, ne semble guère avoir concerné la Nouvelle-Guinée, sans doute à l'exception des zones littorales.

## Principales évolutions (de dénomination) depuis 1880
Selon les territoires et les époques :
- Partie orientale (au 141e méridien) :
  - quart Nord-Est : Nouvelle-Guinée allemande (1884-1914/1919)
    - Terre de l'Empereur-Guillaume (1884-1914/1919), élargie à Salomon du Nord, Nauru, Palaos, Îles Mariannes du Nord, Îles Carolines, puis Îles Marshall (1906)
    - Société des missions du Rhin (dès 1887), Société du Verbe Divin
    - Traité germano-britannique de 1886
    - Traité germano-espagnol (1889)
    - Arthur Wichmann (expédition géologique de 1902-1903)
    - Partition au Traité de Versailles (1919)
    - Territoire de Nouvelle-Guinée (1919-1949), mandat australien de la Société des Nations, Hubert Murray (1861-1940)

  - quart Sud-Est : 
    - Territoire de Papouasie (1883-1945/1975), colonie australienne du Queensland,

  - réunion en Territoire de Papouasie et Nouvelle-Guinée (1949-1975), Papouasie-Nouvelle-Guinée (1975-présent)
    - Michael Somare (1936-2021)
    - Armée révolutionnaire de Bougainville (1988), guerre civile de Bougainville (1988-1998), Joseph Kabui (1954-2008), mine de cuivre de Panguna
- Partie occidentale 
  - Expédition Hendrikus Albertus Lorentz (1871-1944), explorateur néerlandais, diplomate, Parc national de Lorentz
  - Transmigrasi (transfert de populations vers Célèbres et Irian Jaya, dès 1903, apogée en 1979-1984)
  - Nouvelle-Guinée néerlandaise (1945/1949-1962), partie des Indes orientales néerlandaises (1800-1949)
    - Silas Papare (1918-1978), Partij Kemerdekaan Irian Indonesia (parti pour l'indépendance de l'Irian indonésien, 1946)

  - République de Papouasie occidentale (1961-1962)
  - Accord de New York (1962)
  - Nouvelle-Guinée occidentale (1962-présent), de facto partie de l'Indonésie, Papouasie occidentale (province indonésienne) (2003)
    - Autorité exécutive temporaire des Nations unies (1962-1963)
    - Conflit en Papouasie occidentale (1963-présent)
    - Organisation pour une Papouasie libre (1963, Organisasi Papua Merdeka, OPM)
    - Autonomie spéciale en Indonésie (2001), Conseil du peuple papou (Majelis Rakyat Papua, MRP)
    - Mouvement uni pour la libération de la Papouasie occidentale (2014)
    - six provinces indonésiennes de Papouasie, Papouasie centrale, Papouasie des hautes terres, Papouasie méridionale, Papouasie occidentale et Papouasie du Sud-Ouest

## Territoire de Papouasie (1884-1949)
En 1883, la colonie du Queensland a le projet d'annexer le sud-est de la Nouvelle-Guinée mais cette annexion est refusée dans un premier temps par le gouvernement britannique. Le 6 novembre 1884, un protectorat britannique est proclamé sur la côte sud-est de la Nouvelle-Guinée et ses îles adjacentes. Le protectorat britannique appelé Nouvelle-Guinée, est annexé le (ou vers) le 4 septembre 1888, la date exacte n’étant pas certaine.
L'île de Nouvelle-Guinée est partagée entre l'Allemagne (qui occupe en 1884 la partie nord-est de l'île de Nouvelle-Guinée et les îles environnantes), l'Australie qui, à partir de 1902, administre le Territoire de la Papouasie soit la partie sud-est de l'île de Nouvelle-Guinée, et les Pays-Bas (qui occupent la Nouvelle-Guinée occidentale). L'île est stratégiquement importante, car située à proximité immédiate de l'Australie.

### Galerie de photos : villages, 1885

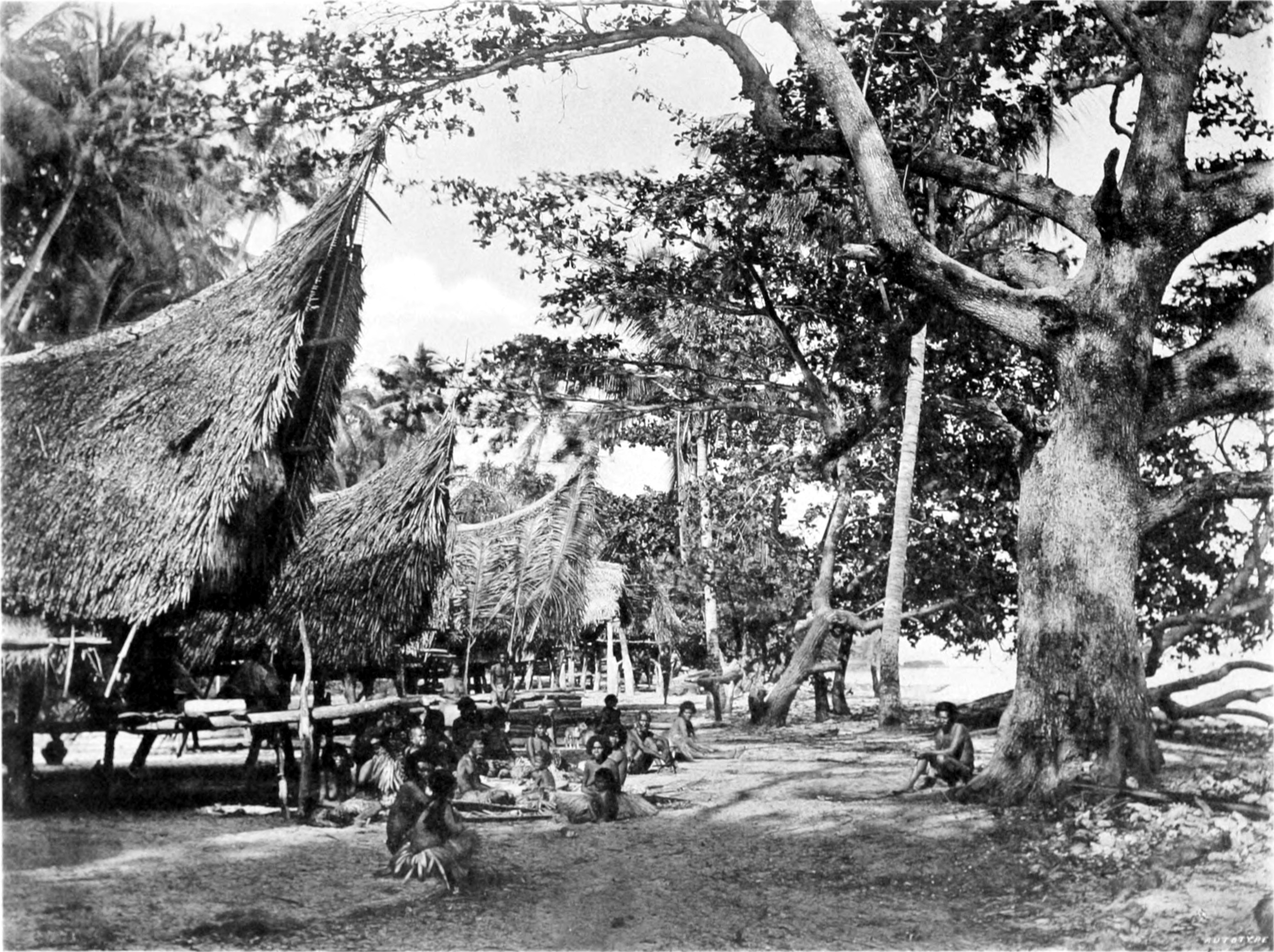
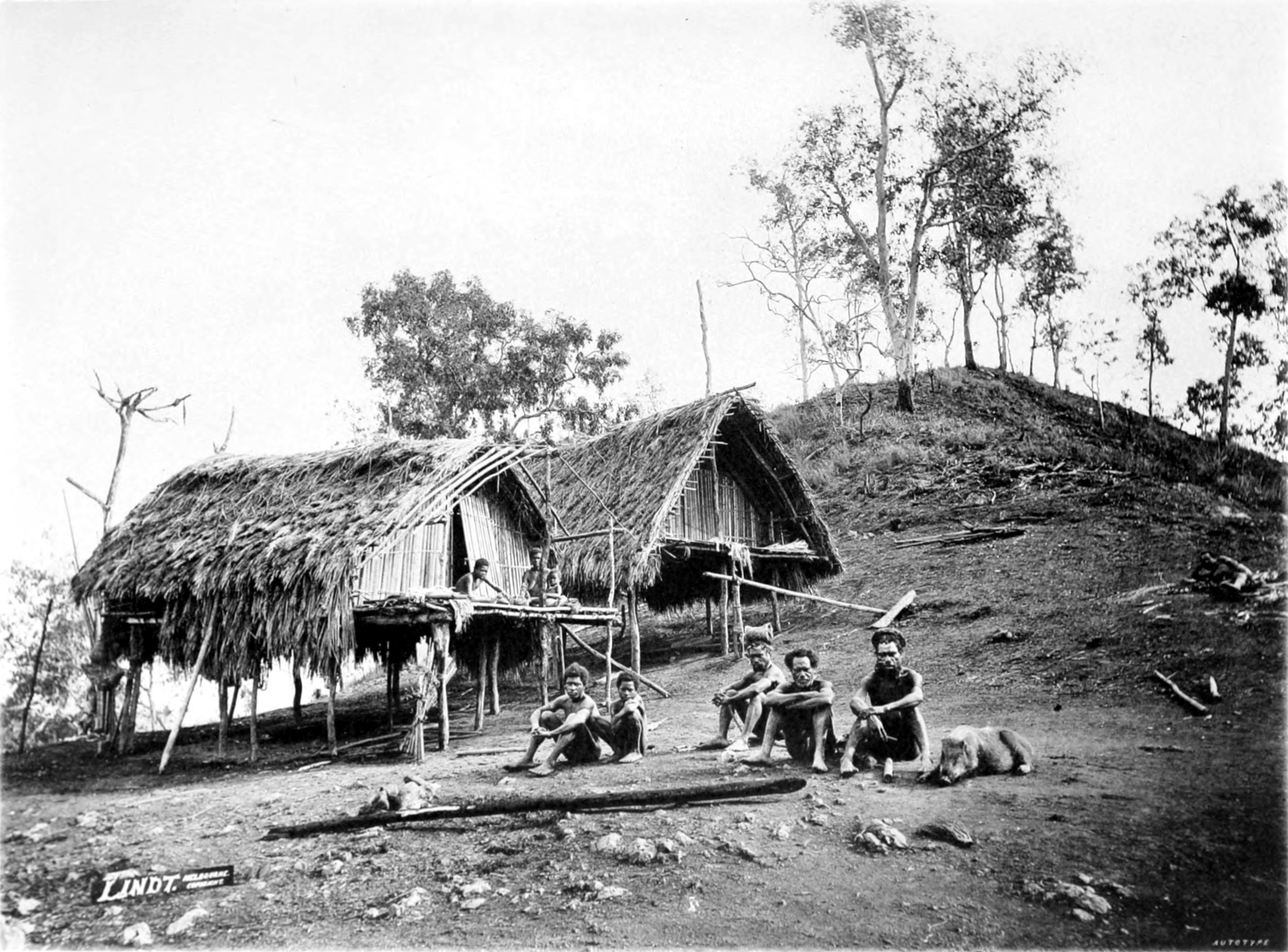
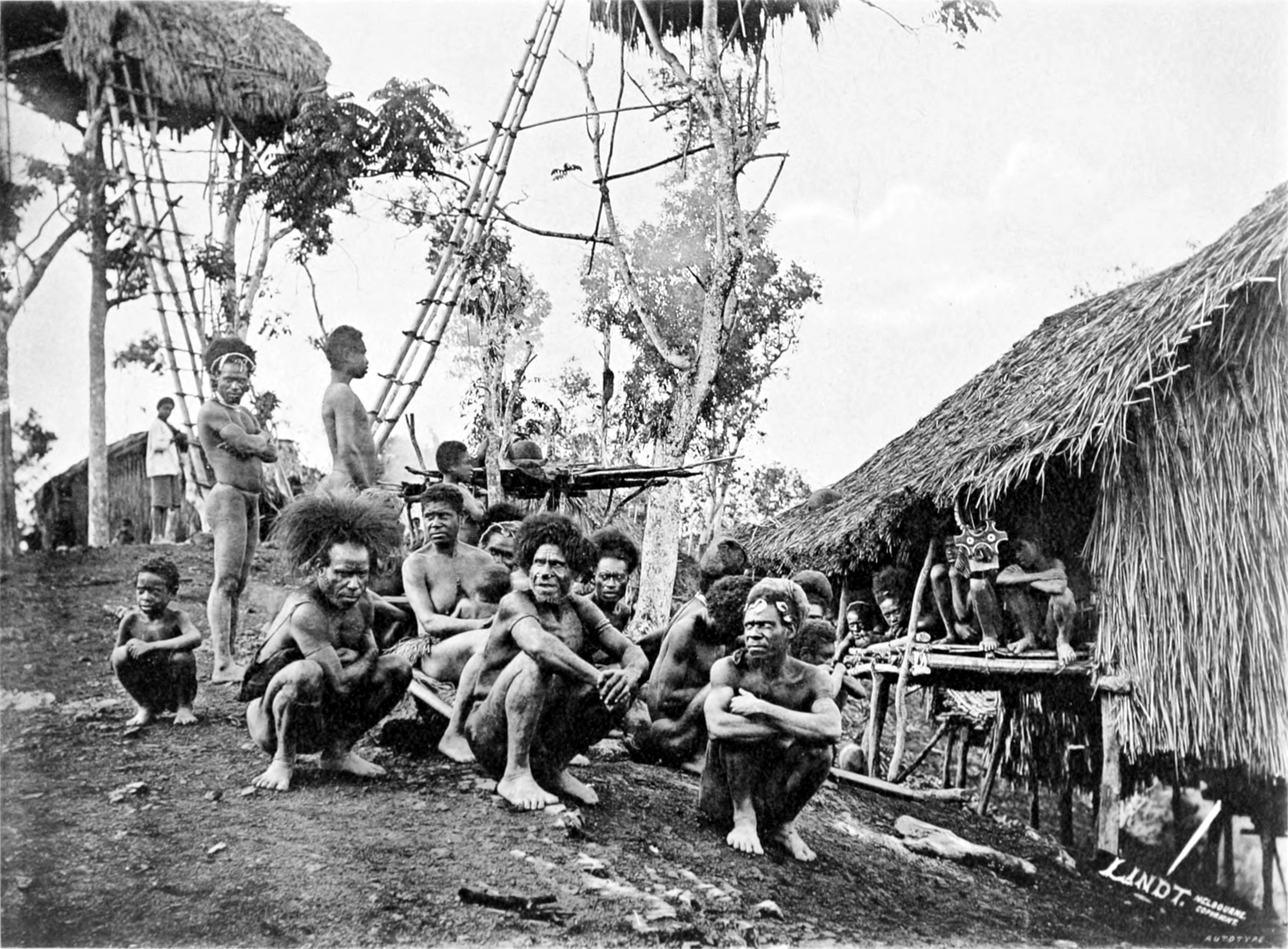
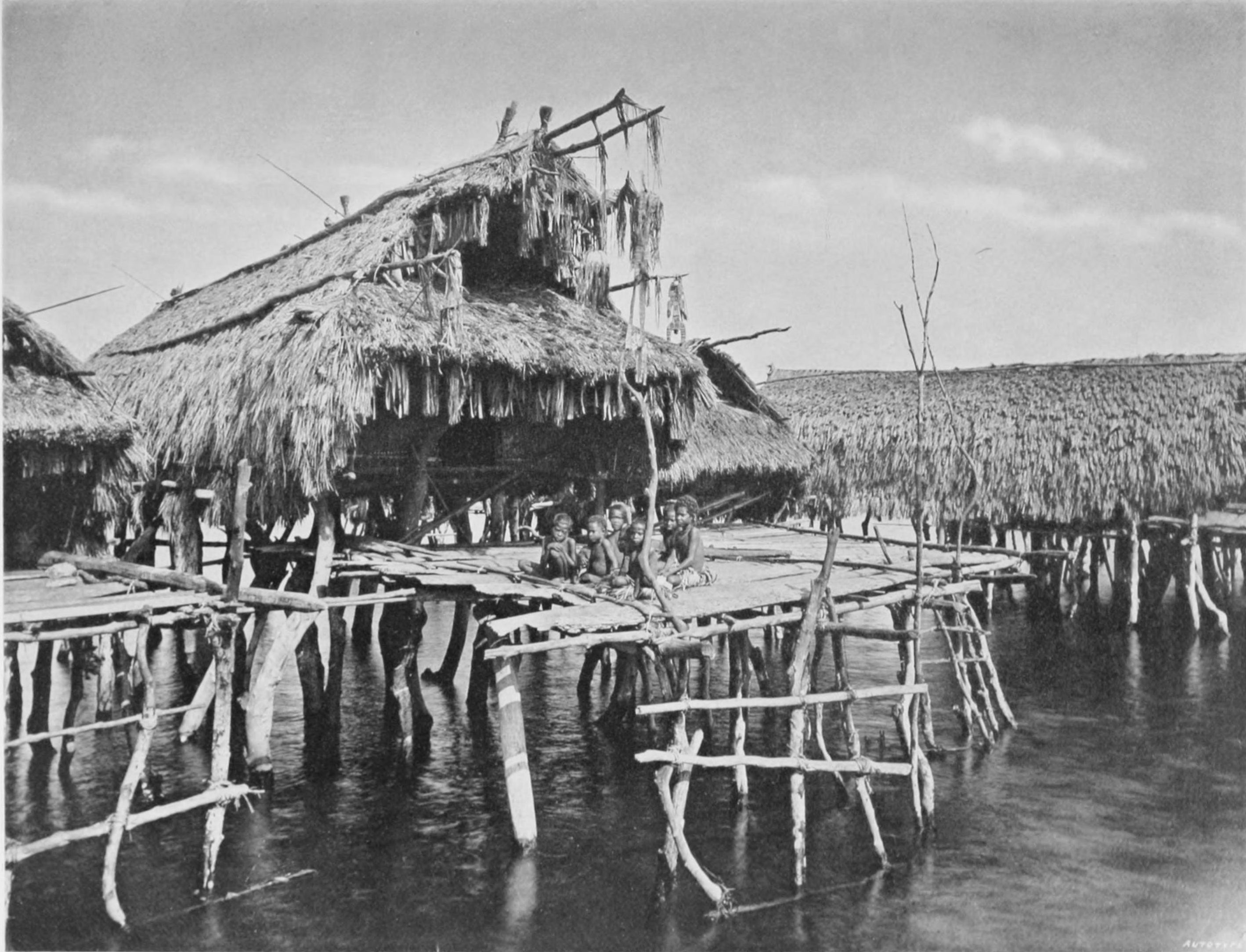
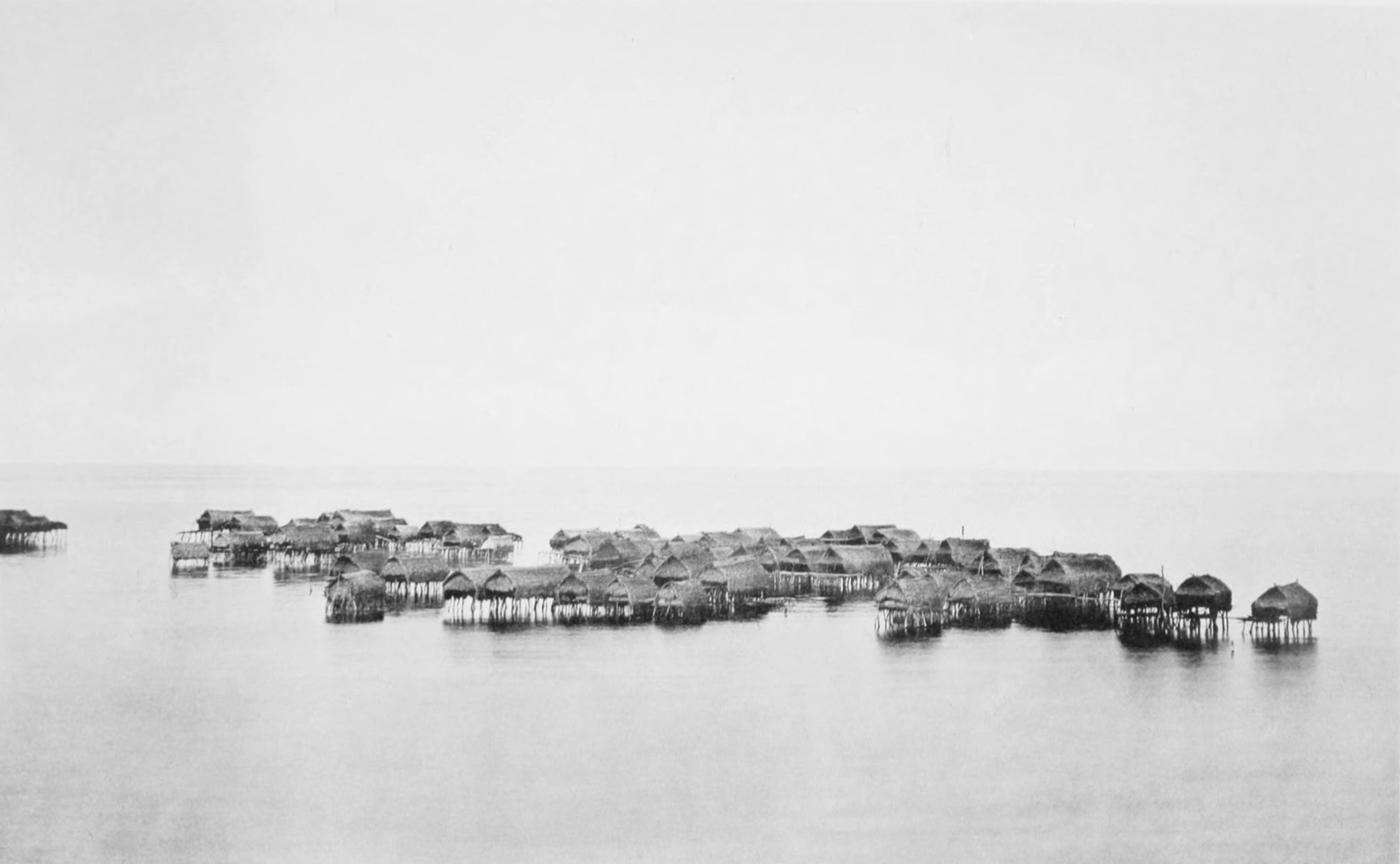

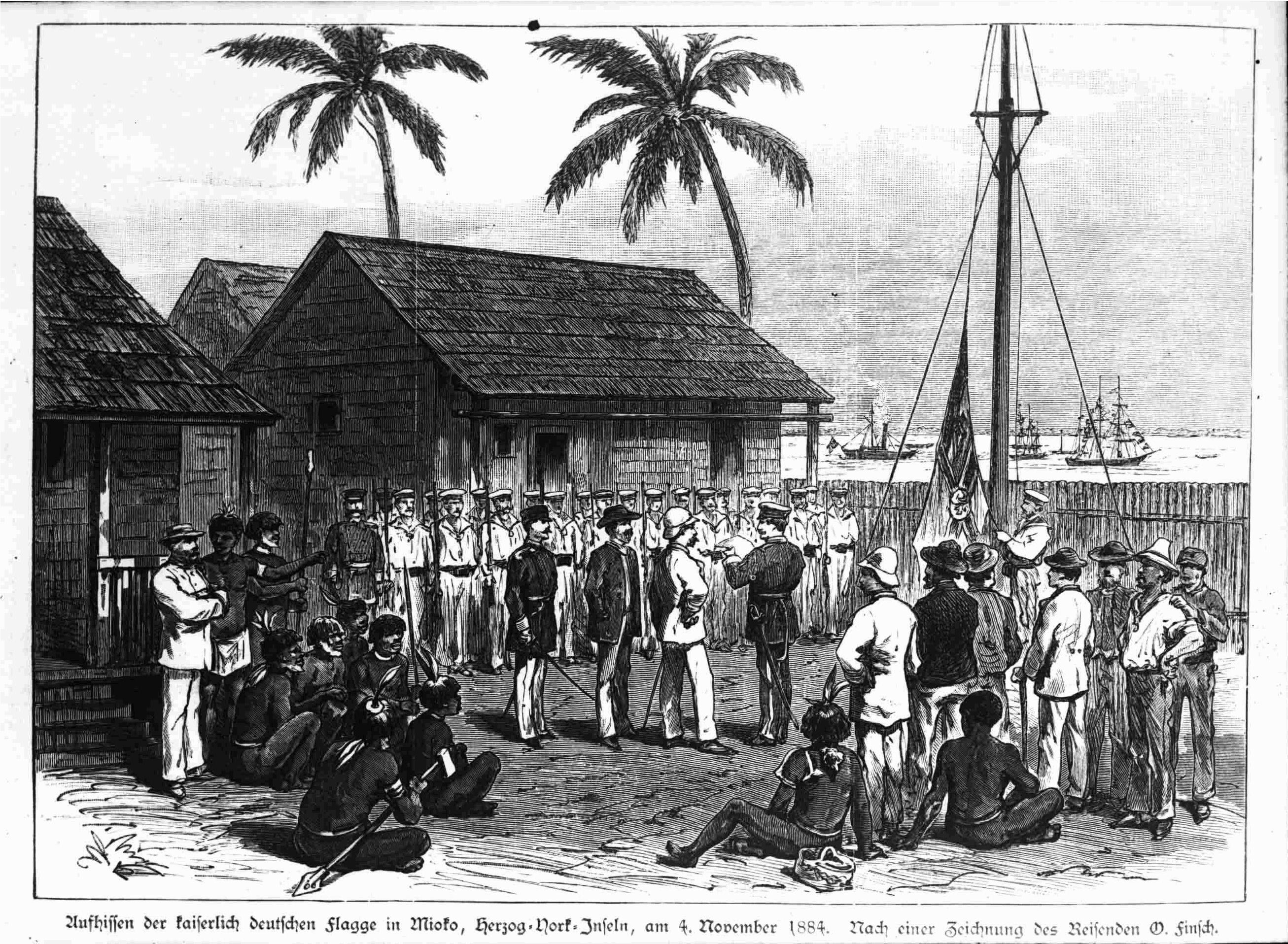
Le drapeau allemand hissé à Mioko en 1884.

## Nouvelle-Guinée allemande (1884-1919)
Du côté de l'Empire allemand, l'administration de ce territoire est confiée en 1885 à une société commerciale, la Compagnie de Nouvelle-Guinée allemande (en allemand Deutsch-Neuguinea Kompagnie). Au titre de sa charte constitutive, la Compagnie de Nouvelle-Guinée allemande exerce des droits souverains sur le nouveau territoire. Elle possède également la capacité de « négocier » directement avec les habitants autochtones. Les relations avec les puissances étrangères restent, quant à elles, aux mains du gouvernement allemand. En 1899, le gouvernement impérial allemand prend le contrôle total du territoire, par la suite connu sous le nom de Nouvelle-Guinée allemande.
En 1909 des prêtres allemands (comme Otto Meyer, découvreur des poteries Lapita de Watom, actuellement exposées au musée de l'Homme de Paris) mais aussi français (comme Louis-André Navarre) établissent des missions catholiques et protestantes sur la côte et dans les îles Bismarck. Des expéditions scientifiques enrichissent les collections du Musée d'histoire naturelle de Berlin qui révèlent au public, entre autres, la variété des paradisiers de Papouasie, et du Musée colonial allemand qui présente un grand panorama côtier, des huttes et des maisons avec des bateaux traditionnels et une activité de pêche.   
En 1913, le peintre expressionniste allemand Emil Nolde séjourne quelque temps en Nouvelle-Bretagne, dans le cadre d'une expédition ethnographique.
En 1914, les troupes australiennes occupent ce territoire après des combats contre les troupes allemandes.
La Nouvelle-Guinée orientale reste sous contrôle australien pendant toute la Première Guerre mondiale et jusqu'en 1941.
- Théâtre océanien de la Première Guerre mondiale
- Campagne de Nouvelle-Guinée (1914)

## Territoire de Nouvelle-Guinée (1914/1919-1949)
L'exploration (occidentale) du territoire, depuis l'origine, est l'œuvre de mineurs, de recruteurs de main-d'œuvre, de missionnaires, d'aventuriers, avec différents objectifs en tête : acteurs parfois efficaces, rarement enregistreurs. Seuls les forages pétroliers sur le littoral ont retenu l'attention.
Une rare exception est celle de la société "Akmana Gold Prospecting Company", qui a lancé deux expéditions (documentées) de prospection en 1929 et 1930, à la recherche de minerais d'or et d'argent principalement. Actuellement, la mine de Porgera (1990, Barrick Gold), est le second site minier aurifère de l'île (derrière la mine de Grasberg, dans la partie occidentale et indonésienne).
La région des Hautes-Terres, longtemps réputée inhabitée, a été explorée en 1930 et 1933 par des prospecteurs, dont Michael J. Leahy (1901-1979), son frère Patrick Leahy, Mick Dwyer, et toute une équipe, dont des guides papous, prenant de nombreux enregistrements (photographies, sons, films). De ces documents a été tiré le film documentaire australien First Contact (1983), de Bob Connolly et Robin Anderson.
L'explorateur néo-guinéen Jim Taylor (explorateur) (en) (1901-1987) a également produit de nombreux documents en partie ethnographiques sur les régions intérieures.

## Seconde Guerre Mondiale (1941-1945)
En décembre 1941, au cours de la guerre du Pacifique, le nord du Territoire de Papouasie est envahi par le Japon, tandis que le sud est régi par l'administration militaire australienne de Port Moresby. Les Japonais mettent les habitants de leur zone d'occupation au travail forcé à leur service. La campagne de Nouvelle-Guinée est l'une des principales campagnes militaires de la Guerre du Pacifique. Côté allié, l'île et les différents territoires qui la composent sont sous la responsabilité du général Douglas MacArthur (Zone Sud-Ouest du Pacifique). Les derniers éléments de la 18e armée japonaise, basée à Rabaul sous les ordres du général Hatazō Adachi, se rendent fin août 1945.

Un bombardier allié A-20 attaque un navire marchand japonais lors de la bataille de la mer de Bismarck, mars 1943
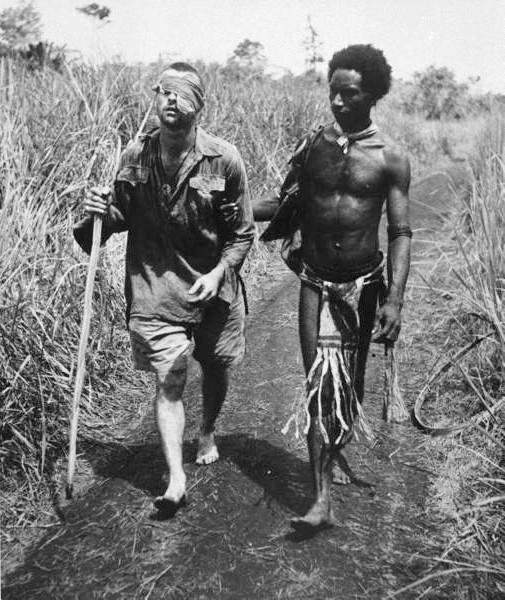
Un autochtone, Raphael Oimbari, aide un soldat australien blessé, George Whittington, durant la campagne de Nouvelle-Guinée. Les auxiliaires autochtones sont célébrés par les Australiens comme étant des « anges aux cheveux crépus » (en)

- Campagne de Nouvelle-Guinée (1942-1945)
- Front intérieur des îles du Pacifique pendant la Seconde Guerre mondiale (en)
- Occupation japonaise des Indes néerlandaises (1942-1945), dont la Nouvelle-Guinée occidentale/Nouvelle-Guinée néerlandaise/Irian Jaya

## Vers l'indépendance (1945-1975)
Après la Seconde Guerre mondiale, la colonie est administrée par l'Australie dans le cadre d'un mandat de l'Organisation des Nations unies. Ce n'est qu'en 1954 qu'un survol aérien permet aux Australiens de découvrir des vallées inexplorées dans les Hautes-Terres, région de l'intérieur de l'île de Nouvelle-Guinée, difficilement accessible. Elles sont peuplées de quelques dizaines de milliers d'autochtones. Dans les décennies 1950 et 1960, de nombreux prêcheurs néo-protestants australiens et néo-zélandais, mais aussi britanniques et américains, arpentent le territoire et implantent, pour convertir les populations, de nouvelles missions qui sont en même temps des dispensaires, des écoles et des centres d'apprentissage de l'anglais. En 1961, les autochtones de la colonie sont invités à participer pour la première fois à des élections ; ils élisent une minorité des membres du Conseil législatif puis, à partir de 1964, une majorité. En 1971, la colonie unifiée de « Papouasie et Nouvelle-Guinée » est renommée « Papouasie-Nouvelle-Guinée ». En 1973, elle obtient l'autonomie sur le plan de la politique intérieure ; Michael Somare devient le chef du Conseil exécutif.
L'Australie du Premier ministre travailliste Gough Whitlam souhaite donner l'indépendance à la Papouasie-Nouvelle-Guinée dès que possible. Il y a davantage d'hésitation face à l'indépendance parmi les Papou-Néo-Guinéens eux-mêmes, mais Michael Somare mène le camp des indépendantistes,. En 1975, alors que se profile l'indépendance de la colonie, éclatent des mouvements séparatistes : John Momis déclare l'indépendance de l'île Bougainville, Josephine Abaijah celle de l'ancien territoire de Papouasie et John Kaputin (en) celle de l'île de Nouvelle-Bretagne, tandis qu'un mouvement séparatiste existe également sur l'île de Manus. Le gouvernement de Michael Somare gère ces mouvements avec tact et diplomatie, leur promettant une dévolution du pouvoir grâce à un système de provinces, ainsi qu'un meilleur financement du développement de leurs territoires.

## Depuis l'indépendance (1975)

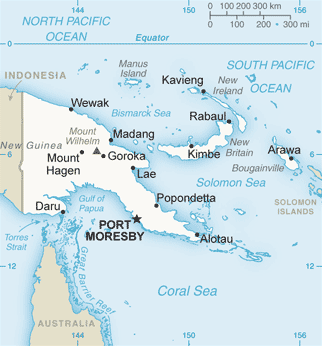
Papouasie Nouvelle-Guinée

Le pays obtient sa pleine indépendance le 16 septembre 1975, avec Michael Somare comme premier ministre. Il doit immédiatement faire face à un mouvement sécessionniste sur l'île Bougainville, où se trouve l'immense mine de cuivre de Panguna, cruciale pour l'économie du pays. La population de Bougainville proteste contre les dégâts environnementaux provoqués par l'exploitation de la mine, ainsi que contre le peu de retombées économiques pour les habitants. Le gouvernement Somare parvient à réintégrer l'île dans le nouvel État papou-néo-guinéen, en échange de l'octroi d'une certaine autonomie et d'un petit pourcentage des bénéfices de la mine. Michael Somare et son parti le Pangu Pati remportent les premières élections législatives post-indépendance, en 1977.
En mars 1989, l'île de Bougainville entre à nouveau en rébellion, toujours en raison des activités de la mine. L'Armée révolutionnaire de Bougainville (BRA) déclare l'indépendance de l'île ; la mine est contrainte de fermer. La Papouasie-Nouvelle-Guinée impose un blocus contre Bougainville et y déploie ses forces armées. S'ensuit une décennie de violences, faisant près de 20 000 morts ; c'est la guerre civile de Bougainville. En 1994, le gouvernement négocie un accord avec certains des sécessionnistes, amenant à la mise en place d'un gouvernement de transition pour la province. Mais la BRA refuse de s'y associer, et le chef du gouvernement de transition, Theodore Miriung (en), est assassiné. En 1997, le premier ministre Julius Chan fait appel aux mercenaires britanniques de Sandline International pour mater la rébellion de Bougainville. Le commandant des forces armées de Papouasie-Nouvelle-Guinée, Jerry Singirok (en), affirme que le premier ministre abandonne ainsi une mission régalienne de l'État et exige la démission du gouvernement. Des manifestations massives exigent elles aussi le départ de Julius Chan, qui démissionne deux jours plus tard. Il est battu aux élections législatives trois mois plus tard ; Bill Skate lui succède et entame des discussions en vue d'une résolution paisible de la crise sur Bougainville. La Nouvelle-Zélande agit comme médiatrice, aboutissant à un cessez-le-feu en 1998 puis à un accord de paix en 2001. Bougainville demeure une province de la Papouasie et Nouvelle-Guinée, mais bénéficie d'une autonomie nettement accrue et du contrôle de la mine du Panguna. L'accord reconnaît par ailleurs que les terres et les ressources minières de l'île appartiennent exclusivement aux populations locales. La réouverture potentielle de la mine demeure un sujet controversé et non résolu. Joseph Kabui, ancien commandant de la BRA, remporte la première élection présidentielle de la nouvelle région autonome de Bougainville,.
En 1998, trois tsunamis frappent la côte nord-ouest de la Nouvelle-Guinée, faisant 3 000 morts.
En 2001, les premiers ministres papou-néo-guinéen Mekere Morauta et australien John Howard signent un accord qui établit sur l'île de Manus un centre de détention où sont confinés les demandeurs d'asile arrivés en Australie en bateau sans visa. Cette « solution du Pacifique », qui vise à dissuader la venue en Australie de migrants non autorisés, suscite une controverse durable au sein de l'opinion australienne. Pour la Papouasie-Nouvelle-Guinée toutefois, elle s'accompagne d'une aide économique accrue de la part de son riche voisin. En 2004, l'Australie déploie également une mission d'aide à la formation des forces de police de son ancienne colonie. Les élections législatives de 2002, qui marquent le retour au pouvoir de Michael Somare, ont en effet été chaotiques, entachées de graves problèmes logistiques mais aussi de violences entre partisans de candidats différents, faisant au moins vingt-cinq morts. Elles témoignent du sous-développement du pays en matière de services publics, dont les services de maintien de l'ordre, notamment dans les régions reculées et isolées des Hautes-Terres, boisées et montagneuses. En 2013, l'accord de détention de réfugiés envoyés par l'Australie est renforcé : désormais, toute personne ayant tenté d'atteindre l'Australie par bateau, sans visa, mais reconnue comme ayant le statut de réfugié, sera relogée en Papouasie-Nouvelle-Guinée, avec interdiction permanente de venir en Australie. L'Australie finance la prise en charge de ces réfugiés par la Papouasie-Nouvelle-Guinée. En 2016 toutefois, la Cour suprême de Papouasie-Nouvelle-Guinée ordonne la fermeture du camp de détention, la jugeant anticonstitutionnelle. L'Australie promet de reloger les détenus aux États-Unis, à la suite d'un accord avec le président Barack Obama,.
En 2011, le pays s'enfonce dans une crise constitutionnelle. Le premier ministre Michael Somare conteste sa destitution par le Parlement pour cause de maladie l'ayant empêché d'exercer ses fonctions. La Cour suprême reconnaît Somare comme premier ministre légitime, mais le Parlement reconnaît le nouveau premier ministre Peter O'Neill. Les deux hommes tentent simultanément de gouverner, provoquant des scissions dans les services publics, y compris dans l'armée. La crise est résolue par les élections législatives de 2012, remportée largement par les partisans de Peter O'Neill. Michael Somare accepte sa défaite et soutient le gouvernement de son rival,.
En 2014, O'Neill, soupçonné de corruption, est sous le coup d'un mandat d'arrêt de la justice. Il refuse de se rendre à la police, dissout le principal organisme anti-corruption du pays et continue de gouverner, avec l'appui d'une solide majorité au Parlement. Le 18 avril 2019, le ministre de la Justice Davis Steven démissionne du gouvernement, accusant « ceux qui sont au pouvoir » d'attenter à l'État de droit et de saper les « institutions importantes de l'État pour servir les intérêts d'un petit nombre de personnes ». La défection de plusieurs autres ministres contraint Peter O'Neill à démissionner fin mai. Les députés choisissent James Marape pour lui succéder.
En décembre 2019 se tient sur Bougainville un référendum sur l'indépendance. La population de cette région autonome se prononce à la quasi-unanimité pour l'indépendance plutôt que pour une autonomie accrue. Le gouvernement autonome de Bougainville et le gouvernement de Papouasie-Nouvelle-Guinée finalisent en avril 2022 le Pacte d'Era Kone qui expose les mécanismes par lesquels le Parlement de Papouasie-Nouvelle-Guinée doit ratifier les résultats du référendum. Selon les termes de l'accord, le processus de ratification devrait commencer en 2023 avec une indépendance effective au plus tôt en 2025 et au plus tard en 2027.
En 2023, la Papouasie-Nouvelle-Guinée accueille coup sur coup le Premier ministre indien Narendra Modi, le secrétaire d'État (ministre des Affaires étrangères) américain Antony Blinken, le président français Emmanuel Macron et le président indonésien Joko Widodo, venus renforcer les relations de leurs pays respectifs avec une Papouasie-Nouvelle-Guinée perçue comme jouant potentiellement un rôle clef dans le Pacifique Sud. Le ministre papou-néo-guinéen de la Défense Win Daki signe avec Anthony Blinken un accord de partenariat bilatéral de sécurité entre la Papouasie-Nouvelle-Guinée et les États-Unis.

## Chronologie
Cette frise chronologique ne prend en compte les événements que depuis le milieu du XIXe siècle. Peuplées depuis au moins 50 000 ans, la Nouvelle-Guinée et les îles environnantes sont découvertes par les Portugais au début du XVIe siècle mais n'intéressent que très peu les Européens avant les années 1860.

#### Avant 1500: peuples des origines
- Austronésiens, langues austronésiennes, langues océaniennes, langues malayo-polynésiennes
- Océaniens : Mélanésiens, Micronésiens, Polynésiens
- Navigation polynésienne (en), vaisseaux austronésiens (en), pirogues des migrations maories, navigation micronésienne (en), carte à bâtonnets
- Culture Lapita-Watom (1000-500 AEC) (3000-2500 BP)
- Culture de Papouasie-Nouvelle-Guinée
- Culture de Papouasie-Nouvelle-Guinée
- Mythologie papoue (en)
- Musique de Papouasie-Nouvelle-Guinée (en)
- Cuisine de Papouasie-Nouvelle-Guinée
- Art papou
- Tapa (tissu), particulièrement des Ömie[13],[14]
- Musée national de Papouasie-Nouvelle-Guinée (Port Moresby), musée de Madang (en), musée de la Guerre (Kokopo)
- Littérature de Papouasie-Nouvelle-Guinée (en)

#### 1500
- Dom Jorge de Meneses (1498c-1537), découvreur (1526)
- Indes orientales espagnoles (1565-1898), dont les îles Philippines) et leurs dépendances (les Mariannes, les îles Marshall, la Micronésie et les Palaos)
- Compagnie néerlandaise des Indes orientales (1602-1799), Willem Janszoon (1606), Jan Carstenszoon (1623), Puncak Jaya (Pyramide Carstensz, 4844 m, un des plus hauts sommets)

#### 1900
- Escadre d'Extrême-Orient (Empire allemand) (1894-1914)
- Théâtre océanien de la Première Guerre mondiale (1914-1919)
  - Campagne de Nouvelle-Guinée (1914)
  - La Ballade de la mer salée (1969), roman graphique d'Hugo Pratt
- Expansionnisme du Japon Shōwa (1926-1945)
- Guerre du Pacifique (1941-1945)
- Théâtre du Pacifique de la Seconde Guerre mondiale
- Théâtre du Pacifique Sud-Ouest de la Seconde Guerre mondiale
  - Invasion des Indes orientales néerlandaises (1941-1943), Kantai kessen
  - Campagne de Nouvelle-Guinée (1942-1945)
  - Campagne des îles Salomon (1942-1945), occupation japonaise de Nauru
- Crimes de guerre du Japon Shōwa
- Tribunal militaire international pour l'Extrême-Orient (Tokyo, 1946)
- Liste des épaves d'Océanie (en)

#### 2000
- Constitution de la Papouasie-Nouvelle-Guinée (1975), crise constitutionnelle papou-néo-guinéenne de 2011-2012
- Politique en Papouasie-Nouvelle-Guinée (monarchie parlementaire)
- Gouverneur général de Papouasie-Nouvelle-Guinée, Premier ministre de Papouasie-Nouvelle-Guinée, Chef de l'opposition (Papouasie-Nouvelle-Guinée)
- Parlement national de Papouasie-Nouvelle-Guinée monocaméral
- Liste des partis politiques en Papouasie-Nouvelle-Guinée, élections en Papouasie-Nouvelle-Guinée

- 2012 en Papouasie-Nouvelle-Guinée

#### Personnalités
- Louis-André Navarre (1836-1912), missionnaire

#### Filmographie
- Annexes de l'article "Papous"
- First Contact sur Australian Screen Online